# Энергетик (платформа ГЖД)
Энергетик — железнодорожная станция Ижевского региона Горьковской железной дороги в поселке Энергетик (городской округ Нефтекамск, Башкортостан) на линии Москва — Казань — Екатеринбург. Расположена на границе с Янаульским районом.
Продажа билетов на все пассажирские поезда. Прием и выдача багажа не производятся.